# Apolima (cieśnina)
Apolima – cieśnina o szerokości około 13-16 km oddzielająca od siebie dwie największe wyspy Samoa, czyli Savaiʻi i Upolu.

## Galeria

Cieśnina Apolima
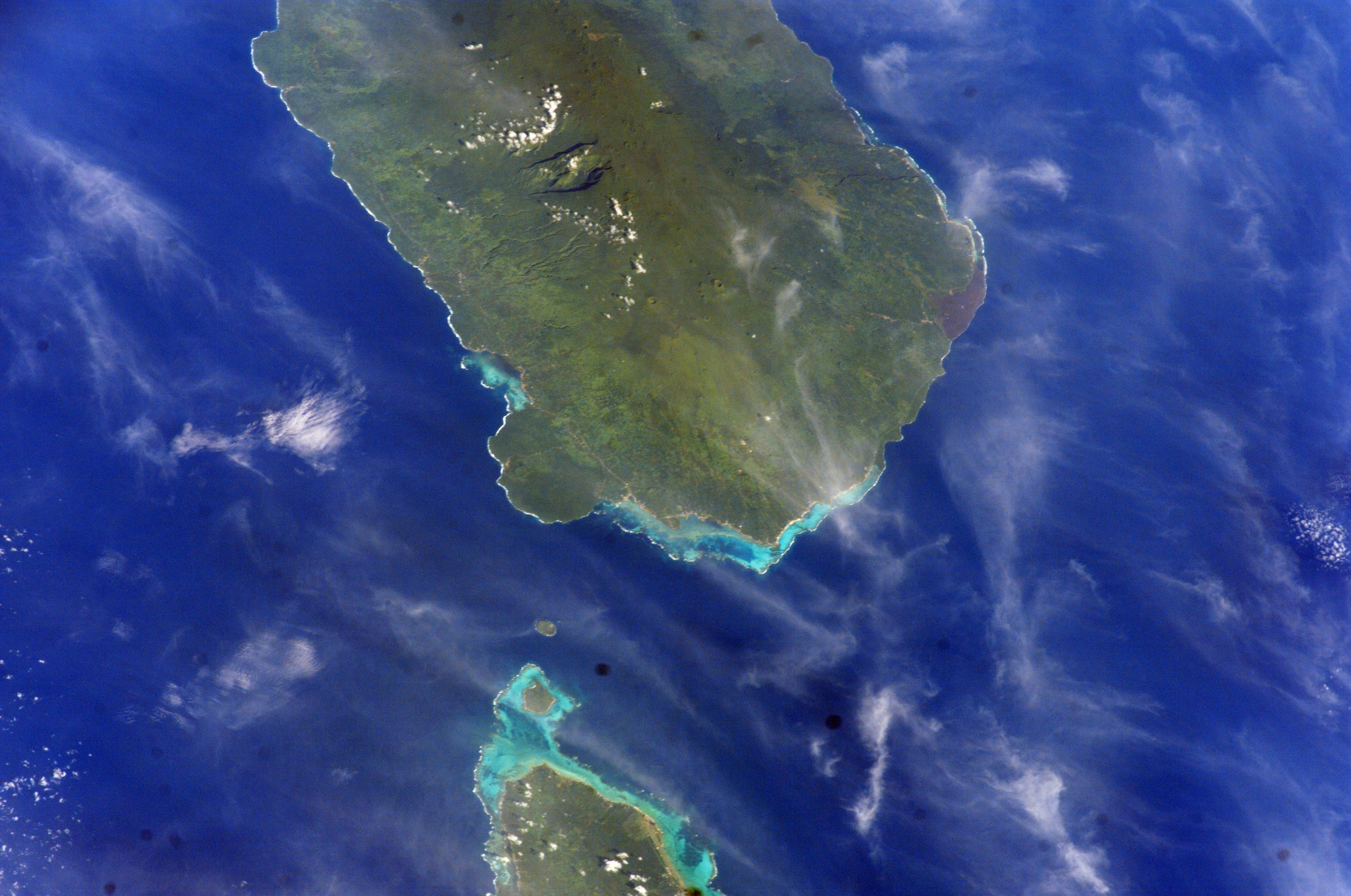
Cieśnina Apolima
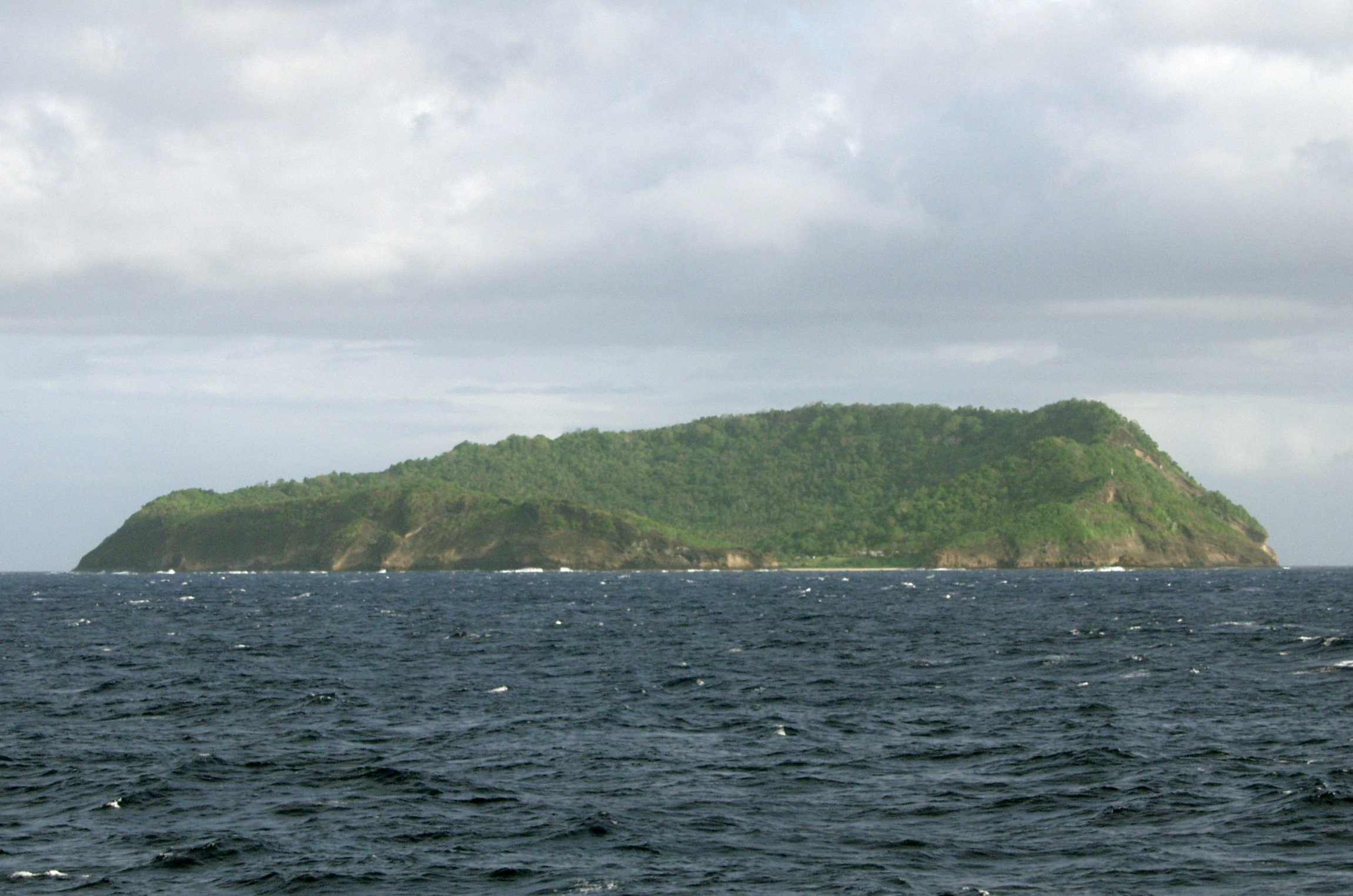
Wyspa Apolima
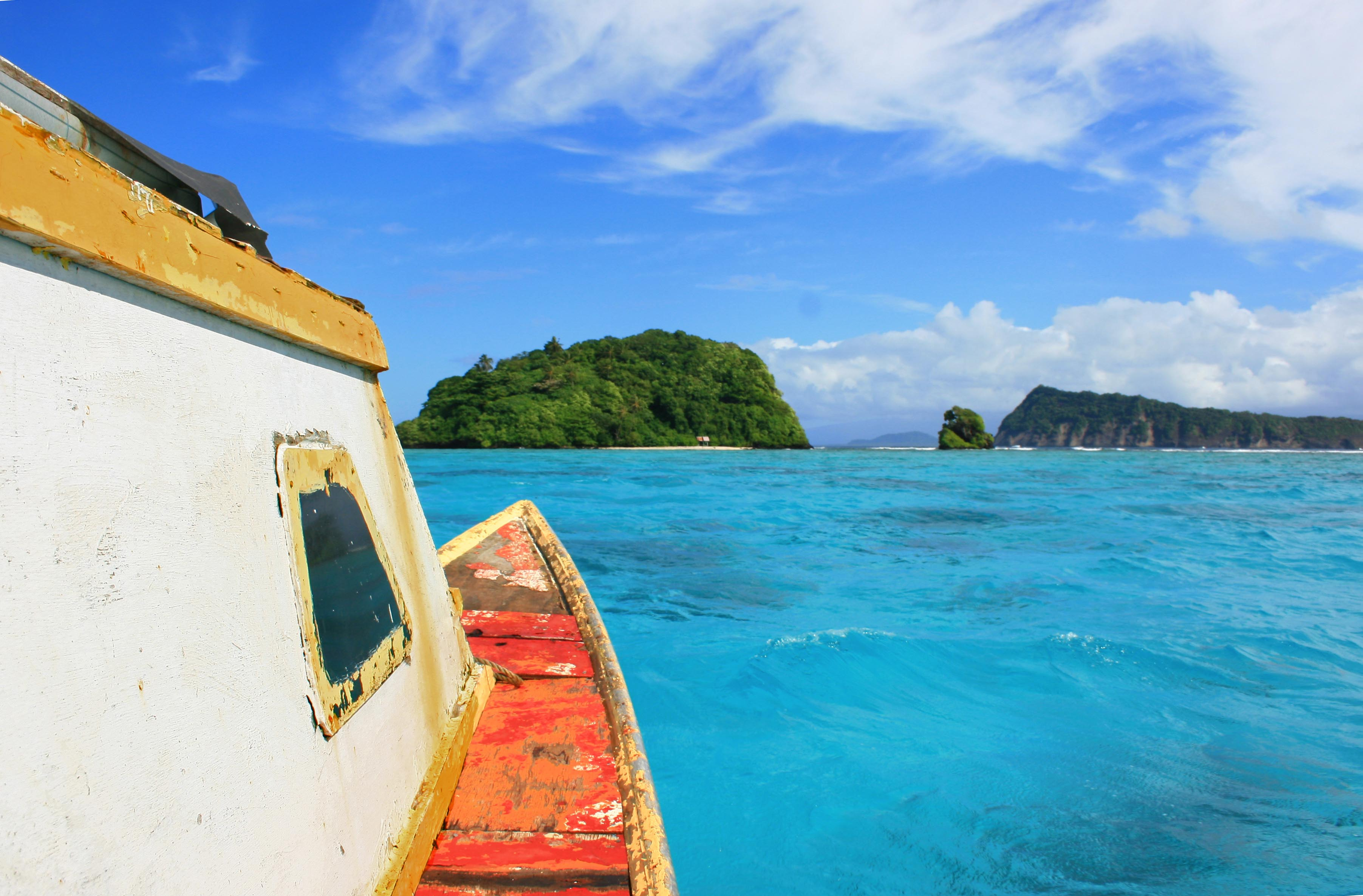
Wyspa Apolima
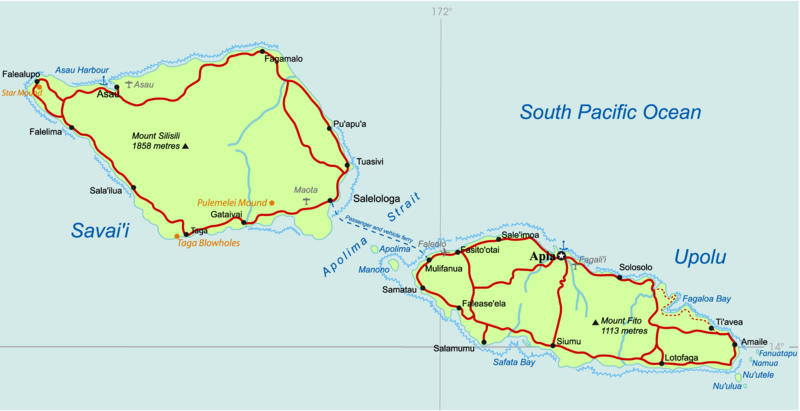
Mapa Samoa